# 科隆選侯國
科隆選侯國，是神聖羅馬帝國的一個存在於10世紀到19世紀初的采邑主教領國，由科隆總主教統治。在13世紀科隆總主教被封為選帝侯前被稱為科隆采邑總主教區，是最早的七個選侯國之一，她包含有天主教科隆教區以及其他教會領地。1288年時因為和試圖使科隆成為自由城市的市民團體衝突，因此科隆總主教將首都從科隆搬到波恩。1794年被法國軍隊入侵，最後在1803年世俗化。直到1824年才重新成立天主教科隆總教區。

## 歷史
科隆在羅馬帝國時期稱作「克勞蒂亞·阿格里皮娜的殖民地」（Colonia Claudia Ara Agrippinensium），名稱源自於小阿格里皮娜。自羅馬時代就成立了教區，953年成為總教區，首任科隆總主教布魯諾一世是神聖羅馬帝國首任皇帝——奧圖一世的弟弟；同時科隆總主教也獲得了世俗領土的治理權，成為一方采邑總主教，此為科隆采邑總主教區之伊始。其涵蓋了總主教區的世俗領土，包含位於萊茵河西岸的一整個狹長地區，其西濱臨於利希公國；在萊茵河的另一側則有威斯特法倫公國、贝格和馬克等領地。
1031年，科隆總主教獲得「義大利大書記官」（Archchancellor）的頭銜。1356年的金印敕書確立選帝侯制度，共有四個世俗國家王公，和三個天主教教區的王公主教擔任此職，其中包含了科隆總主教。爾後科隆總主教區就被稱為科隆選侯國（Erzstift und Kurfürstentum Köln）。 
1288年瓦林根之戰科隆後獨立為自由城市，因此科隆總主教被迫遷出科隆，改以波恩為選侯國的首府。 自此科隆總主教只有科隆總教區的教會地位，而不再是科隆的政治領袖。不過選侯國依然保有科隆以外的領地。
在16世紀時，有兩任的科隆總主教改信了新教，一個是赫爾曼·馮·威德，他選擇辭退總主教職位；另一個則是格布哈特·特鲁赫泽斯·冯·瓦尔德堡，然而格布哈特於1582改信克爾文派新教後，並不打算放棄科隆的領土，反而試圖將科隆選侯國改為世俗國家，如果依照教隨君定原則，科隆將會成為新教領土。為了奪回科隆，教廷雇用了西班牙和義大利的傭兵，還有巴伐利亞也派出軍隊，以對抗支持新教的荷蘭，導致了科隆戰爭。
1583年12月11月，天主教方面獲勝，科隆戰爭結束，格布哈特退位並隱移居到斯特拉斯堡。這是一次成功的反宗教改革。最後由出自巴伐利亞家族的恩斯特·馮·拜恩繼任了科隆總主教之位。從此之後到18世紀中葉，科隆總主教一席經常由維特爾斯巴赫家族的巴伐利亞系成員擔任。由於這段期間的科隆總主教也通常身兼明斯特和列日的王公主教，因此科隆總主教成為了德意志西北的重要領袖之一。
1795年，科隆選侯國在萊茵河左岸的領土被拿破崙占領，並於1801年被正式割予法國。隨著1803年的《帝國代表重要決議》而世俗化，采邑總主教區解散，西發里亞公國被分給黑森-達姆施塔特伯國。1824年，科隆再度成立總教區，只是總主教不再是王公主教，沒有政治權力，而是單純的宗教領袖。現今主教座堂為知名的科隆大教堂。